# Sinji kit
Sinji kit (znanstveno ime Balaenoptera musculus) je s 30 metri in 160 tonami največja žival na svetu. Je sesalec, ki koti žive mladiče. Potuje s hitrostjo 10-12 vozlov. Sinji kit je bolj samotarska žival in se redko zadržuje v jatah.
Naseljuje polarno polarna morja in le redko zaide v tropske oceane, v toplejše vode pa odplava le v obdobju parjenja. Hrani se skoraj izključno z drobnimi rakci, ki jim rečemo tudi kril, ki jih preceja iz vode z vosmi. Poje lahko tudi do dve toni hrane na dan.
Pred kitolovom naj bi največje število sinjih kitov, kar okoli 240.000 živelo na Antarktiki. Zdaj ocenjujejo, da jih tam živi le še okoli 2.000. Leta 2002, po ocenah preiskovalcev, v oceanih po vsem svetu živi od približno 5.000 do 12.000 sinjih kitov, čeprav novejše ocene kažejo, da je njihovo število vendarle nekoliko večje.